# PlayStation World
A PlayStation World (PSW) egy havonta megjelenő videójáték magazin volt, amely a PlayStation családdal foglalkozott. Az oldalait hírekkel, előzetesekkel, ismertetőkkel és rajongói levelekkel töltötték meg.
A magazinnak 17 132 volt a példányszáma 210 000 olvasóval. 2009. augusztus 13-án a Future Publishing bejelentette, hogy meg fogja szüntetni a PSW magazint a „csökkenő kereslet”-re hivatkozva.
PSW magazinhoz mellékeltek DVD lemezeket is, ezen videók, trailerek, ismertetők és előzetesek voltak megtalálhatóak a legújabb játékokból. A DVD lemezek menüje a Sony XMB-jén (Xross Media Bar) alapult. A DVD mellett a magazinhoz néha mellékeltek egyéb könyvecskét (csalófüzet vagy végigjátszás) is.